# SOS Guerre Tribale (album)
Albums de Alpha Blondy
Massada Dieu
SOS Guerre Tribale est le huitième album d'Alpha Blondy sorti en 1993. Il a été entièrement réalisé en Côte d'Ivoire. Dans cet album, destiné au départ au seul marché ivoirien, Alpha Blondy dénonce la notion d'ivoirité qui commence à naitre au sein d'une certaine élite politique ivoirienne. Pour Alpha Blondy, la notion d'ivoirité et l'appellation « Ivoirien de souche » renvoie à ce qu'il appelle un concept « négro-nazi », c'est-à-dire la volonté de diviser la société en groupes ethniques opposés.
Titres
Babylone Kélé   
Yagba Dimension
Cissé Kiri
Café Cacao
Sida in the City
Véto de Dieu